# Храм Живоносного Источника (Стамбул)

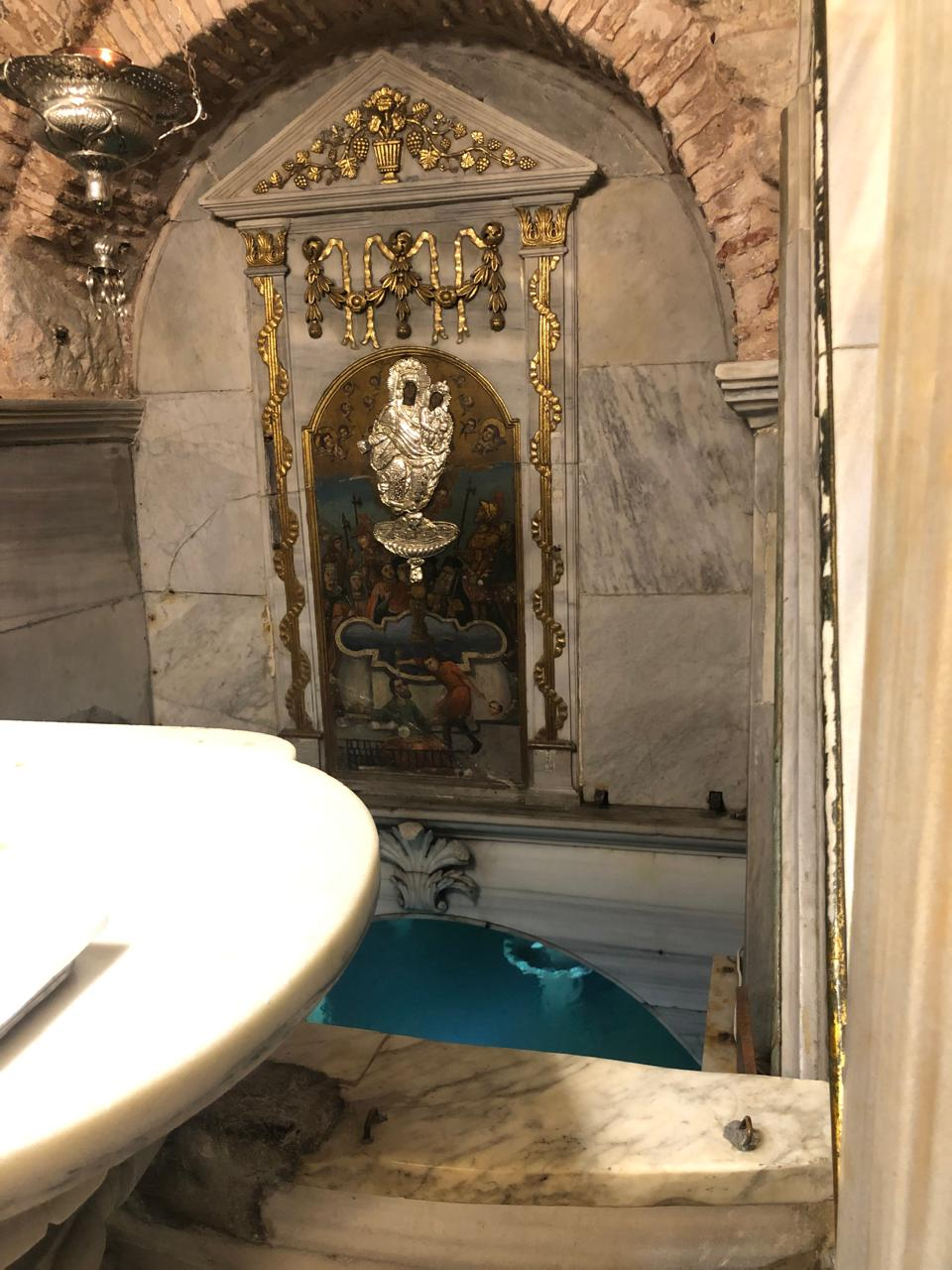
Живоносный источник. 2023 год

Храм Живоносного Источника (греч. Ἱερὰ Πατριαρχικὴ καὶ Σταυροπηγιακὴ Μονὴ τῆς Ζωοδόχου Πηγῆς Βαλουκλῆ, тур. Balıklı Meryem Ana Rum Manastiri) — православный храм (ныне также и монастырь) Константинопольского патриархата, расположенный рядом с почитаемым православными источником в квартале Балыклы́ (греч. Βαλουκλή) района Зейтинбурну города Стамбула (Турция). 
Первоначально бывшая здесь древняя постройка V—VI веков была разрушена в XV веке османами. Здание, носящее то же название и расположенное в том же месте, было построено в 1835 году. С храмом связана традиция почитания иконы Живоносного Источника.

## История
Существуют две версии возникновения храма. Первая, изложенная Прокопием Кесарийским в его трактате «О постройках», приписывает его создание Юстиниану I. Более поздние источники уточняют, что для постройки были использованы материалы, оставшиеся после постройки собора Святой Софии. Согласно Кедрину это произошло на 33 году царствования Юстиниана, то есть в 559—560 годах. Позднее сложилась другая легенда, зафиксированная Никифором Каллистом в XIV веке, согласно которой храм основал император Лев I в память о чуде, которое случилось с ним в его бытность простым солдатом. Возможно, эта легенда была придумана монахами-современниками Прокопия с целью придания большей древности своему монастырю, сам факт существования которого уже в 536 году ставит под сомнение приоритет Юстиниана. Хотя не исключено, что небольшой храм на этом месте ко времени начала строительства Юстиниана уже существовал.
Храм, расположенный за стенами города в местечке Пеге, неоднократно подвергался разрушению и перестройке. В 626 году его пытались захватить авары. При императрице Ирине и императоре Василии Македонянине его реконструировали. 7 сентября 924 года царь Симеон I сжёг комплекс, однако уже три года спустя его внук Пётр сочетался там браком с Ириной, племянницей Романа Лакапина.

При Алексее Комнине[уточнить] в монастыре жили в изгнании Георгий Мономах, правитель Диррахия, и философ-неоплатоник Иоанн Итал. Византийские источники сообщают, что после нашествия латинов источник утратил свои целебные свойства. В 1328 году молодой Андроник III Палеолог использовал храм как плацдарм при осаде Константинополя, как и султан Мурад II сто лет спустя. В 1547 году Пьер Жиль отметил, что хотя храм разрушен, к нему всё равно приходят больные.

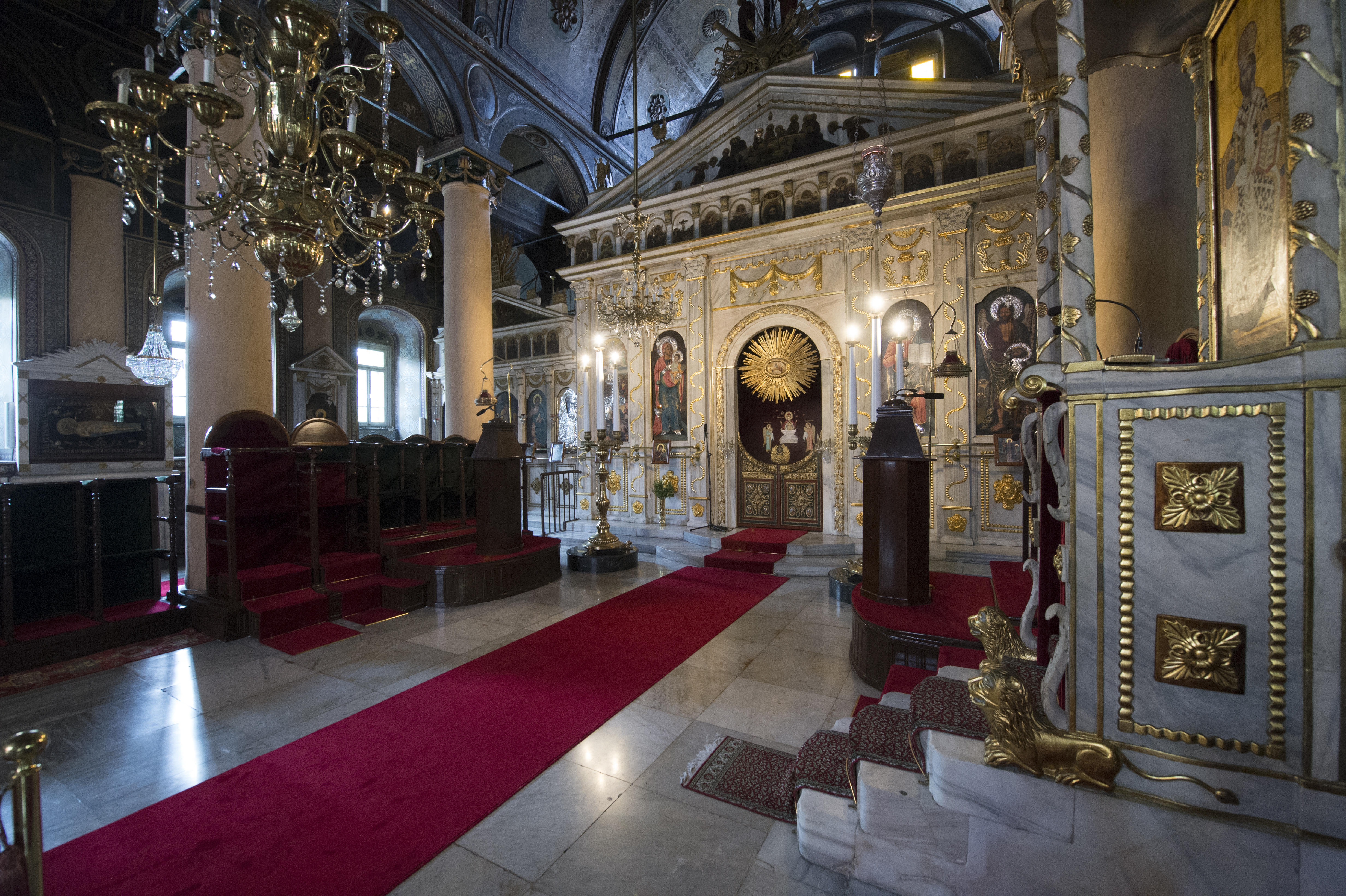
Интерьер храма

Восстановление православного культа началось только в XVIII веке, когда при митрополите Никодиме была обнаружена икона и построена небольшая часовня. После конфликта с армянами, греки при поддержке турок смогли отстоять контроль над источником. При этом турецкая стража осуществляла сбор пошлины с паломников, которая шла на содержание тюрем. Процветающее предприятие было разрушено в 1821 году янычарами, которые разрушили часовню и отравили источник. При патриархе Константии I было поручено разрешение отстроить церковь, которая была освящена 2 февраля 1835 года.
Последний раз церковь сильно пострадала в ходе стамбульского погрома 1955 года, после чего была вновь восстановлена.
Находящийся ныне при храме женский монастырь Пресвятой Богородицы «Живоносный Источник» — место погребения Константинопольских Патриархов, занимавших патриарший престол с XIX века.